# 龐淯
龐 淯（ほう いく、生没年不詳）は、中国後漢末期から三国時代の魏の武将。字は子異。涼州酒泉郡表氏県の人。父は龐子夏、母は『後漢書』列女伝に敵討ちで立伝されている趙娥。
はじめ涼州の従事として破羌県長を務めていたが、その後、張猛が叛逆し涼州刺史の邯鄲商を殺害するという事件が起こった。
龐淯はこれを聞き官位を棄てて、馬で一日中走り続け邯鄲商の遺体の元に到着し、号泣したという。
張猛はこの件で彼が義士であることを知り、殺さないよう命じている。
またその何年か後、酒泉太守の徐揖に請願され主簿となったが、黄昂という者が叛逆し、城を包囲された。
龐淯は夜の間に城壁を越え包囲を脱出して、張掖・敦煌の両郡に救援を要請した。
張掖・敦煌の両郡はこれを疑い援軍を派兵しなかったが、龐淯が自らの命に代えようとしてまで要請したため、その義に感じ入り、ついに派兵を決断した。
後に、このことを聞いた曹操は彼を配下として招き、掾属としたという。
曹丕（文帝）が帝位に就くと駙馬都尉の官を送られ、さらに西海太守となり関内侯の爵位を賜った。
後年、中央に召し返され、中散大夫に任じられている。